# Trazodonă
Trazodona (cu denumirea comercială Trittico, printre altele) este un medicament antidepresiv atipic, fiind utilizat în tratamentul depresiei, însoțită sau nu de anxietate, și al insomniei. Calea de administrare disponibilă este cea orală.
Trazodona a fost aprobată pentru uz medical în Statele Unite ale Americii în anul 1981. Este disponibil sub formă de medicament generic.